# يو إف سي ليلة القتال: بلاهوفيتش ضد جاكاري
يو إف سي ليلة القتال: بلاهوفيتش ضد جاكاري (بالإنجليزية: UFC Fight Night: Błachowicz vs. Jacaré)‏ هو حدث لفنون القتال المختلطة نظمته يو إف سي، أُقيم في 16 نوفمبر 2019، على جيناسيو دو إيبيرابويرا في ساو باولو، البرازيل.